# 福美雙
福美雙（英語：Thiram）是最簡單的二硫化秋蘭姆和二甲基二硫代氨基甲酸酯的氧化二聚體。它被用作殺真菌劑、殺外寄生蟲劑以預防種子和農作物中的真菌病害，同樣用作動物驅蟲劑以保護果樹和觀賞植物免受兔、囓齒動物和鹿的損害。對芫荽莖癭、立枯病、小米黑穗病、洋蔥頸腐病等有效。福美雙已用於治療人類疥瘡，用作防曬霜和殺菌劑，直接塗抹在皮膚上或摻入肥皂中。
福美雙還用作硫源和橡膠硫化的輔助促進劑。

## 化學性質
福美雙是一種含硫殺真菌劑。已發現它完全溶於氯仿、丙酮和乙醚。它以粉塵、粉劑、水分散顆粒劑和水懸浮劑的形式提供，並與其他殺菌劑混合使用。
福美雙在粘土或高有機質土壤中幾乎無法轉移。預計不會污染地下水，因為它在土壤中的半衰期為15天，此外它還容易附著在土壤顆粒上。

## 毒性
福美雙攝入會產生中等毒性，吸入會產生劇毒。 人類急性接觸可能導致頭痛、頭暈、疲勞、噁心、腹瀉和其他胃腸道不適。
長期或反復接觸可能導致皮膚敏感，並可能對甲狀腺或肝臟有影響。

## 外部連結
- 福美雙 in the Pesticide Properties DataBase (PPDB)